# 능곡고등학교 축구단
능곡고등학교 축구부는 경기도 고양시에 위치한 능곡고등학교의 축구부이다. 능곡고등학교가 운영하는 축구부로 1997년에 창단 되었다.

## 참고 문헌
- “KFA 통합경기정보 시스템”. 대한축구협회.

## 같이 보기
- 능곡고등학교